# Simone I de Ventimiglia

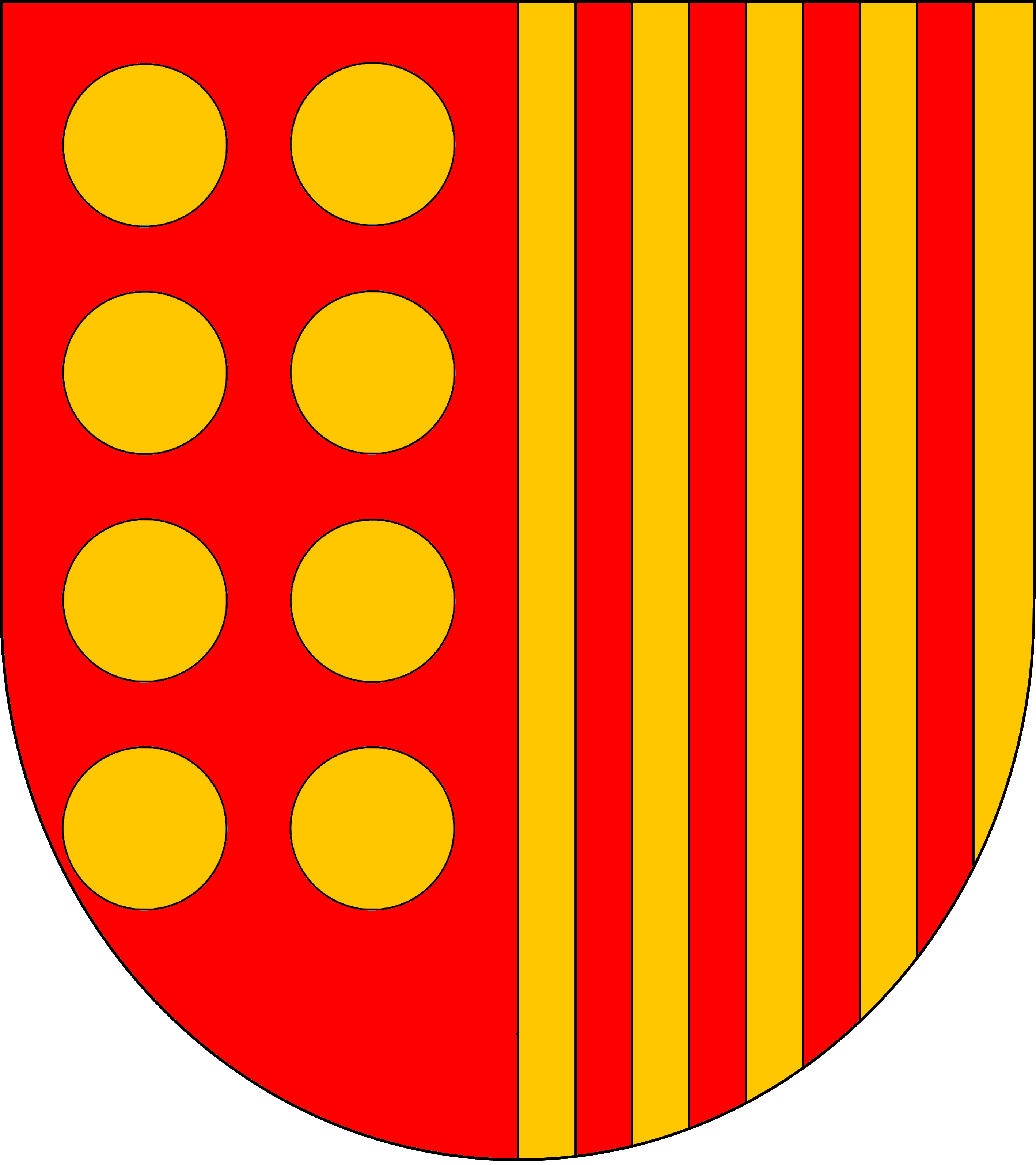
Casa de Moncada durante el Virreinato de Sicilia, actualmente integrada en la casa de Medinaceli.

Simone I de Ventimiglia y de Luna (1485-1545) fue hijo de Enrico III de Ventimiglia y Nortman Prades y de doña Leonor de Luna.

## Títulos
- XIX conde de Geraci.
- V marqués de Irache.[2]
- Presidente del reino de Sicilia en 1516, 1535 y 1541.
- Diputado del Reino en 1522 y 1525.
- Barón de Pettineo.[3]
- Señor de Castelbuono, Tusa, Gangi, S. Mauro y Pollina.[4]

## Biografía
Su etapa al frente del marquesado se distinguió como una de las más brillantes de los Ventimiglia de Castelbuono, ciudad a la que favoreció en innumerables aspectos. Como persona ilustrada y protector de las ciencias y artes, dotó su ciudad con monumentos y otras obras de arte, impulsando asimismo la fundación de la Universidad.
En 1516 Carlos V accedió al trono de Sicilia, junto con su madre Juana I de Castilla, reina nominal del reino de Sicilia. Cuando Carlos V  quiso aplicar al reino los impuestos habituales, se produjo un importante malestar del pueblo siciliano, que rechazó inicialmente tal imposición, alegando que el reino de Sicilia se había entregado libremente al su antecesor, sin impuestos de ningún tipo y así debería continuar.
Por esa misma fecha, 1516, Simone de Ventimiglia fue nombrado presidente del Reino (de Sicilia). Residía junto al antiguo palacio de los Chiaromonte, llamado hoy el Hosterio, donde se celebraban los juicios de la Gran Corte. Pero bajo su mandato, trasladó su residencia al Castello al Mare, por creerlo más seguro, y con él la corte de justicia, donde trataba las causa tanto civiles como militares, tal y como consta en el privilegio que le fue concedido por el rey Fernando II de Aragón. El Hosterio pasó a ser el depósito de mercancías provenientes de la aduana portuaria.
A comienzos de 1516 la muerte de Fernando el católico dejó al virrey Hugo de Moncada en una peculiar situación: consciente del odio y animadversión general que su persona suscitaba, sobre todo entre la nobleza local (era llamado el tirano y el asesino de Sicilia), su cargo no tenía continuidad, ya que en el interregno estaba previsto que el virrey interino debía ser el justicia de Sicilia. Di-Biasi lo describe como ajeno a toda práctica de la buenas costumbres, invadido por la avaricia, vicio que se generalizó por el reino bajo su mandato. Soberbio, desvergonzado y ávido no por placer, si no para alimentar sus malsanas pasiones, mejorando constantemente sus intereses personales (sic). Así pues, temeroso de los acontecimientos, Hugo de Moncada ocultó cuanto pudo la muerte del monarca, hasta que la noticia trascendió de forma generalizada, causando asombro entre el mismo pueblo que, dado que Sicilia era en la época un enclave de comunicaciones marítimas de primera categoría, hubiese podido mantener durante tanto tiempo un secreto de tal magnitud. La situación política se degradó hasta tal punto que peligró la seguridad ciudadana. Varios nobles, entre ellos Simone I de Ventimiglia (acompañado del conde de Collesano y del marqués de Licodia, ante el vacío de poder existente, encabezan un movimiento para reconducir la grave situación, que llegó a extremos de rebelión, con algaradas populares, tal y como se recoge en los distintos escritos recibidos por el Cardenal Cisneros por parte de Hugo de Moncada, El descontento general acaba con la expulsión del virrey Hugo de Moncada, que se vio obligado a huir a media noche dejando abandonado hasta su posesiones personales, que fueron rápidamente saqueadas por la turba en cuanto se apercibió de su fuga.
Los hechos acontecidos fueron de tal magnitud que el conde-marqués Simone y el marqués de Licodia se desplazaron hasta la corte española, para rendir cuentas personalmente ante el rey de los recientes acontecimientos y su actuación en cada caso, puesta en juicio por el virrey Hugo de Moncada, que les acusaba haber tomado provecho propio. En el libro Colección de documentos inéditos para la historia de España vienen recopilados algunos documentos intercambiados entre el virrey, la corte y los marqueses de Irache y Licodia, cada uno con su interpretación de los hechos y las valoraciones que en algunos casos y en forma de anotaciones al pie de carta hacen los asesores reales, accesibles desde la sección "fuentes".
Obtuvo el Diritto di merum et mixtum inperium, (con pacto de recompra) sobre los feudos de Geraci, Castelbuono, Gangi, San Mauro, Pollina, Tusa, Castelluzzo (Castel di Lucio) y Pettineo el año de 1522 por la suma de 200 onzas. Adquirió los feudos de Tiri y Veschera en 1534 (con pacto de recompra) por parte de Guglielmo Ventimiglia por la suma de 2.250 onzas.
El 2 de marzo de 1534 el marqués Simone de Ventimiglia fue nombrado presidente del Reino por segunda vez, pero no duró en esta presidencia más que 7 meses, tiempo en que su principal empeño fue ayudar a la gran empresa del emperador Carlos de armar una inmensa flota para desembarcar en Túnez y conquistarla, facilitando soporte de todo tipo a la flota en su escala en la Isla. A tal punto, se conserva en la Real Academia de la Historia una nota del emperador Carlos I reconociendo el buen abastecimiento y soporte recibido por la flota en su recalada en Sicilia.
El 13 de septiembre de 1535 el emperador recala en Sicilia a su victorioso regreso de Túnez. De camino a Palermo, en el bosque de Partinico, le sale al encuentro Simone I de Ventimiglia, marqués de Irache y presidente del Reino (en funciones de Virrey de Sicilia), junto con los barones principales, pajes y escuderos en toda pompa. El cortejo se detiene un día en Monreale, a petición de las autoridades de Palermo, que precisaban de una semana entera para preparar un digno recibimiento al vencedor de África.
También en ese mismo año, 1535, obtuvo los derechos fiscales sobre todas las exportaciones de grano, cebada, legumbres, víveres y queso de Tusa por la cantidad de 866 onzas. En 1537 los mismos derechos sobre Recattivo, de Ciura en 1540, los mercados de Carcinella, Sciara y Pinola en 1543.
El señorío de Cammarata, confiscado en 1523 a Federico Abbatelli, el 20 aprile 1535 le fue cedido aSimone I de Ventimiglia, aunque más tarde, en julio de 1536 fue registrada a nombre de Margherita, viuda Abbatelli, que la aportó como dote a Francesco Branciforti.
En 1541 Simone fue confirmado por tres años en su cargo de presidente del reino. Este periodo de gobierno se vio empañado por la acción de un importante (se detalla que unos 6000) contingente de soldados españoles que permanecían transitoriamente en la isla. A causa del impago de sus nóminas, presas de gran descontento, se dedicaron al pillaje de las pequeñas ciudades entre Catania y Messina, llegando incluso a tomar la ciudad de Randazzo, cometiendo toda clase de tropelías y expandiendo el pánico por la región. Como primera medida, Simone de Ventimiglia intentó reconducir pacíficamente la situación, reuniéndose con los cabecillas de los amotinados en Melazzo, a pesar de sus promesas tanto de dinero como del levantamiento de las causas que hubiese pendientes con la ley, dada la multitud y gravedad de hechos delictivos cometidos, pero estas conversaciones no cumplieron su objetivo. Sea como fuese, Simone reaguarnicionó a los soldados en varios puntos distintos, quedando el grueso en Catania, y acto seguido hizo ejecutar a los promotores de la revuelta, disponiendo sus cadáveres expuestos en el camino al mar. Finalmente, cuando los soldados regresaron a España, todos aquellos implicados en alguna acción punible tuvieron un juicio ejemplarizante.
En avanzada edad, al final de sus días, se hizo sacerdote y renunció a todas sus prerrogativas a favor de su hijo Giovanni.
Testó el 13 de agosto de 1544 y murió el 15 de octubre de ese mismo año de fiebres, en Ayelo (Calabria) cuando iba a visitar a su hija, casada con el conde de Ayelo.

## Matrimonio y descendencia
Casó con su cuñada (su difunto hermano Filippo de Ventimiglia e Isabella no tuvieron descendencia) doña Isabel de Montcada y Montcada (*1481, +Pollina 1553), hija de Guillén Ramón de Montcada, conde de Caltageneta, Adernó y Agosta, Maestre Justicier de Sicilia, y de su esposa la condesa Conticela de Montcada, su deuda, con la siguiente descendencia:
- Giovanni II de Ventimiglia, VI marqués de Irache, que sigue.
- Cesare (+02/1583), investido con los feudos de Tiro y Ciura en 1545. Tenía una renta vitalicia de 126 onzas anuales sobre el Condado de Geraci, por expresa delegación materna. Ejerció el sacerdocio.[22]
- Eleonora, que casó con Giovanni Caro, barón de Montechiaro y Lampedusa, y en segundas nupcias con Antonio Santacolomba e del Campo, barón d’Isnello.
- Emilia, que casó  en 1542 con Ettore Pignatelli, II duque de Monteleone, III conde de Borrello, señor de Trentola, Maranola, Montecalvo, Corsano, Motola, Guigliano, escribano del reino de Nápoles y de sus consejos de estado y guerra.
- Diana (o Anna), que casó con Antonio II Siscar, V conde de Ayelo (Calabria), barón de Savuto, Pietramala y Tacina, mayordomo del duque de Calabria. En 15/10/1545 el conde-marqués don Simeón murió de fiebres yendo a visitarla.
  - Scipione Siscar Ventimiglia.
  - Giovanni Siscar Ventimiglia.
  - Giacomo Siscar Ventimiglia.
  - Fabio Siscar Ventimiglia.
  - Lucrezia Siscar Ventimiglia, que casó con Giovanni Battista di Capua, I marchese di Campolattaro.
  - Vittoria Siscar Ventimiglia.
  - Alfonso II Siscar Ventimiglia, VI conde de Ayelo, patricio Napoletano y de Messina; vendió todo su patrimonio feudal a causa de importantes deudas hacia 1565. Casó con Giulia de Beccutis, patricia cosentina; citada como esposa de Alfonso Conte di Ajello en un acto notarial del 30 de julio de 1560.

Casó Simone I en segundas nupcias con Blanca Speciale Platamone, nieta paterna de don Enrico III de Ventimiglia y Chiaromonte, III marqués de Irache, stratigoto de Messina y pretor de Palermo, y de su esposa doña Leonor de Cardona y Ventimiglia, de los condes de Collesano. Tuvieron Simone I y Blanca Speciale los siguientes descendientes:
- Anna Brígida Margherita, que casó en Castelbuono en 1547[24] con Carlo Tagliavía d'Aragona,[25] II marqués de Terranova, III conde de Castelvetrano, VII barón de Avola, I marqués de Avola, I conde de Borghetto, grande de España, gran Condestable y gran almirante del reino de Sicilia en 1586, caballero de la orden del Toisón de Oro en 1559, del consejo del estado y guerra. Aportó una dote de 25.000 escudos. Tuvieron 12 hijos:[26]
  - Giovanni Tagliavía, III marqués de Terranova, II marqués de Avola, vicario general de reino de Sicilia en 1573, gran almirante de Sicilia, que premurió al su padre. Casó con doña María de Marinis y de Montcada, II marquesa de Favara, que testó en Palermo en fecha 17/03/1616 ante el notario Juan Aloiso Gandolfo, muriendo poco después, e hija de don Pedro Ponce de Marinis, señor de Favara y de su esposa dona Trifonia de Montcada.
    - Carlo Tagliavía de Marinis, II duque de Terranova, II príncipe de Castelvetrano, III marqués de Avola y de Favara, II conde de Borghetto, grande de España, gran condestable y almirante del reino de Sicilia, gobernador y capitán general de Milán (1582-1592), virrey de Sicilia (1576-1577) y de Cataluña (1581-1583), caballero de la orden del Toisón de Oro.

  - Margherita Tagliavía, que casó con Juan del Carretto, II conde de Rocalmuto, barón de Siculiana y Calatabiano, fallecido en Palermo en 1608, hijo de don Gerónimo del Carretto, I conde de Rocalmuto, con sucesión.
  - Simone Tagliavía, (*1552, +1604) cardenal de la Santa Iglesia en 1583, sin sucesión.
  - Ottavio Tagliavía (*1565 Palermo, +5 de septiembre de 1623 Palermo), insigne militar.[27]
  - Giullia Tagliavía, casó en 1582 con don Fabrizio Caraffa (*1570, +7 de septiembre de 1629), I príncipe de la Rocella y del sacro romano imperio, duque de Rapola y III marqués de Castelvetere, IV conde de Grottería, caballero de la orden del Toisón de Oro en 1624, miembro del consejo de Nápoles, hijo de don Jerónimo Caraffa y de doña Livia Spinelli y Caracciolo, de los duques de Castrovillari, con descendencia:[28]
    - Girólamo, que fue el II príncipe de la Rocella y continuó la línea.
    - Carlo, que fue obispo de Aversa y cardenal por Paolo V. (†25/05/1616)
    - Simone, nombrado arzobispo de Mesina por Urbano VIII el 6 de agosto de 1638.
    - Vincenzo, fue el primer prior de Rocella, priorato fundado y establecido por su padre Fabrizzio. En 1628 se trasladó a Malta para combatir contra la invasión turca, siendo nombrado capitán por el gran maestre Antonio de Paula. Más tarde, en la guerra de Cataluña, sirvió a su rey con el cargo de coronel, muriendo de forma heroica en dicha contienda.
    - Iacopo, murió joven y sin descendencia.
    - Giambatista, como su hermano Iacopo, murió joven y sin descendencia.
    - Francesco
    - Piero, que ingresó muy jove (el 5 de enero de 1598) como caballero de Malta.
    - Emilia.

  - Isabella Tagliavía, que casó con Hércules Branciforte, I duque de San Giovanni, hijo de Jerónimo Branciforte, conde de Cammarata y de doña Hipólita Settimo.
  - Anna Tagliavía, que casó en Palermo el 8 de febrero de 1574 con su primo Giovanni III de Ventimiglia y Norman, VIII marqués de Irache, que sigue.
  - Francesca Tagliavía, que el 8 de abril de 1597 casó con gran boato con Pietro del Bálsamo,[29] de Messina, marqués de Limina.[30]

### Correspondencia sobre el asunto de Hugo de Moncada
(todos recogidos en Colección de documentos inéditos para la historia de España, Tomo XXIV, Madrid 1854.)
- Carta de don Hugo de Moncada al cardenal Ximenez de Cisneros, en que le participa como después de la muerte del rey católico se habían levantado contra su autoridad los condes de Golisano y Camarata y el marqués de Irache, y obligándole a huir de Palermo con otras partcularidades de este alboroto. Mecina 22 de marzo de 1516. Original. Fondo Salazar, CV 1516. Pag. 136.
- Carta de don Hugo de Moncada a Carlos V, en la que le refiere el estado del reino de Sicilia después de la muerte del rey católico, la fidelidad de Mecina a su persona, y la necesidad de castigos ejemplares para que en lo sucesivo no ocurra más desórdenes. Mecina 30 de marzo de 1516. Original. Fondo Salazar, CV 1516. Pag. 150.
- Carta de los marqueses de Irache y Licodia a la reina doña Juana, que le dan noticia del levantamiento de Palermo contra el virrey don Hugo de Moncada después de la muerte del rey católico. Palermo 15 de mayo de 1516. Original. Fondo Salazar CV1516. Pag 172.
- Carta de don Hugo de Moncada al cardenal Ximenez de Cisneros, participándole que los sublevados habían nombrado presidentes a los marqueses de Irache y Licodia y repartido entre varios partidarios suyos el gobierno de Sicilia. Mecina 31 de mayo de 1516. Original. Fondo Salazar CV 1516. Pag. 178.
- Carta de don Hugo de Moncada a Carlos V, en que se lamenta del estado de las cosas en Sicilia y de que los comisarios Diego del Águila y doctor Guevara, que fueron allí, no hayan manifestado todavía su soberana voluntad, y dice que está pronto a dar a S.M. en presencia de los condes contrarios cuenta y razón de su gobierno en aquel reino. Mecina 20 de julio de 1516. Copia. Fondo Salazar CV 1516. Pag. 197.
- Capítulo de carta de Carlos V al virrey de Sicilia, en que le avisa haber dado licencia a los marqueses de Irache y Licodia y condes de Golisano y Camarata para que se vuelvan a dicho reino. Sin lugar de data. 30 de junio de 1519. Minuta original. Fondo Salazar CV 1516. Pag 263.

## Línea de sucesión en elmarquesado de Irache
| Predecesor: Filippo de Ventimiglia Folch de Cardona | Casa de Ventimiglia 1485-1545 | Sucesor: Giovanni II de Ventimiglia Moncada |